# Municipio de Franklin (condado de Howard, Misuri)
El municipio de Franklin (en inglés: Franklin Township) es un municipio ubicado en el condado de Howard en el estado estadounidense de Misuri. En el año 2010 tenía una población de 1798 habitantes y una densidad poblacional de 10,8 personas por km².

## Geografía
El municipio de Franklin se encuentra ubicado en las coordenadas 39°1′42″N 92°44′55″O / 39.02833, -92.74861. Según la Oficina del Censo de los Estados Unidos, el municipio tiene una superficie total de 166.46 km², de la cual 162.53 km² corresponden a tierra firme y (2.36%) 3.92 km² es agua.

## Demografía
Según el censo de 2010, había 1798 personas residiendo en el municipio de Franklin. La densidad de población era de 10,8 hab./km². De los 1798 habitantes, el municipio de Franklin estaba compuesto por el 94.61% blancos, el 1.5% eran afroamericanos, el 1.06% eran amerindios, el 0.33% eran asiáticos, el 0.06% eran isleños del Pacífico, el 0.28% eran de otras razas y el 2.17% pertenecían a dos o más razas. Del total de la población el 1.33% eran hispanos o latinos de cualquier raza.